# Pomnik Bojownikom o Polskość Śląska Opolskiego
Pomnik Bojownikom o Polskość Śląska Opolskiego (dawniej: pomnik Bojownikom o Wolność Śląska Opolskiego), potocznie: opolska Nike – pomnik w Opolu przy placu Wolności, autorstwa Jana Borowczaka, odsłonięty 9 maja 1970 roku. Przedstawia on Nike z rozpostartymi skrzydłami (symbolizującą zwycięstwo i wolność), stojącą na turze. Wysokość pomnika to 15 m, a jego masa wynosi ponad 400 ton. Odbywają się pod nim obchody świąt państwowych: Święta Pracy, Święta Konstytucji 3 Maja i Święta Niepodległości.

## Historia
Prace nad pomnikiem trwały od lat 60. XX wieku; jego projektantem był Jan Borowczak, a współpracownikami byli, między innymi, architekt Florian Jesionowski, odpowiedzialny za projekt otoczenia pomnika, i konstruktor Tadeusz Gruchała. Zgodnie z początkowym konceptem pomnik miał przedstawiać strzelającą z łuku w niebo kobietę, Nike – symbolizującą chwałę i zwycięstwo, na żubrze, symbolizującym siłę polskości, walkę, wytrwanie i upór.
Decyzję o budowie pomnika podjęto w 1970, dając wykonawcy, Opolskiemu Przedsiębiorstwu Budownictwa Przemysłowego, 28 dni na realizację. Technicznej pomocy przy realizacji udzielili pracownicy opolskiego oddziału Zakładów Naprawczych Taboru Kolejowego. Monument wykonano ze stali i betonu, a w późniejszym czasie pokryto go brązem. Pod pomnikiem zlokalizowano pomieszczenie z półkami, na których miały być złożone urny z prochami powstańców śląskich oraz studnią, która znajdowała się w tym miejscu jeszcze przed postawieniem monumentu. Pomnik Bojownikom o Wolność Śląska Opolskiego został odsłonięty 9 maja 1970, w 25. rocznicę zakończenia II wojny światowej i powrotu Opola do macierzy.
W 1998, z okazji 75. rocznicy powstania Związku Polaków w Niemczech oraz 60. rocznicy ogłoszenia Pięciu prawd Polaka (co miało miejsce 6 marca 1938 na I Kongresie Polaków w Niemczech), wmurowano w podstawę pomnika tablicę ze wspomnianymi prawdami. W tym czasie przemianowano obiekt na „pomnik Bojownikom o Polskość Śląska Opolskiego”.
Pod koniec pierwszej dekady XXI wieku rozważano rozebranie pomnika i ogłoszenie konkursu na nowe zagospodarowanie zajmowanego przez niego obszaru. Powodem były niepewność stanu technicznego oraz wycena remontu z 2001, według której prace miałyby kosztować 300 000 zł. Po ekspertyzie, zleconej przez miejskiego konserwatora zabytków, która oceniła stan betonu na dobry, zdecydowano się na odnowienie pomnika. Przetarg wygrała firma Materia, oferując wykonanie prac za 119 000 zł. Renowację przeprowadzono w okresie od września do października 2011. W trakcie prac zdjęto, przez młotkowanie, powłokę z brązu, przywracając tym samym wcześniejszy kolor. Prezydent Opola rozważał umieszczenie przy okazji prac renowacyjnych na boku cokołu tablic upamiętniających osoby zasłużone dla polskości na Śląsku Opolskim. Z pomysłu tego wycofano się, natomiast Urząd Marszałkowski ufundował tablicę upamiętniającą lwowskich kadetów poległych podczas III powstania śląskiego. Jej odsłonięcie miało miejsce 11 listopada 2011.